# Santa Marta
Pour les articles homonymes, voir Santa Marta (homonymie).
Santa Marta  est la capitale du département de Magdalena en Colombie et le troisième grand centre urbain de la région Caraïbe après Barranquilla et Carthagène des Indes. Elle fut fondée le 29 juillet 1525 (fête de sainte Marthe) par Rodrigo Galván de las Bastidas. C'est la première ville construite par les Espagnols en Amérique du Sud.
Santa Marta, située dans la baie du même nom, est l'une des principales destinations touristiques des Caraïbes colombiennes. Son emplacement, entre la Sierra Nevada de Santa Marta aux sommets enneigés et la mer des Caraïbes (ou mer des Antilles), ses nombreux lieux historiques et culturels, la faune d'une grande diversité des sites environnants et ses plages réputées en font une ville attractive.
La population de Santa Marta était de 521 482 habitants en 2000. C'est aujourd'hui une importante ville portuaire.

## Symboles

### Drapeau
Le drapeau de Santa Marta est constitué de deux couleurs : le blanc et le bleu. Le blanc représente la paix (« présente sans rancune pour cette Terre ») ; le bleu représente le ciel ainsi que l'horizon qui plane au-dessus des montagnes.

### Héraldique

#### Héraldique coloniale
- Le premier écusson de la ville a été conçu en 1752 par le roi Philippe II d'Espagne.
- Le second écusson de la ville a été conçu en 1774 par le roi Charles III d'Espagne.

Première héraldique de la ville de Santa Marta
Seconde héraldique de Santa Marta

## Histoire

### Domination espagnole
Les Espagnols, après avoir fondé, en 1510, leur première colonie sur le continent américain, Santa María la Antigua del Darién, voulurent consolider leur présence dans les zones côtières. Santa Marta fut fondée le 29 juillet 1525, le jour de la fête de sainte Marthe d'où son nom, par Rodrigo Galván de las Bastidas. Ce dernier, qui avait affrété trois navires pour se rendre dans la baie de Santa Marta, découverte antérieurement, fit dès son arrivée mettre en œuvre la construction du fort, base de la ville de Santa Marta.

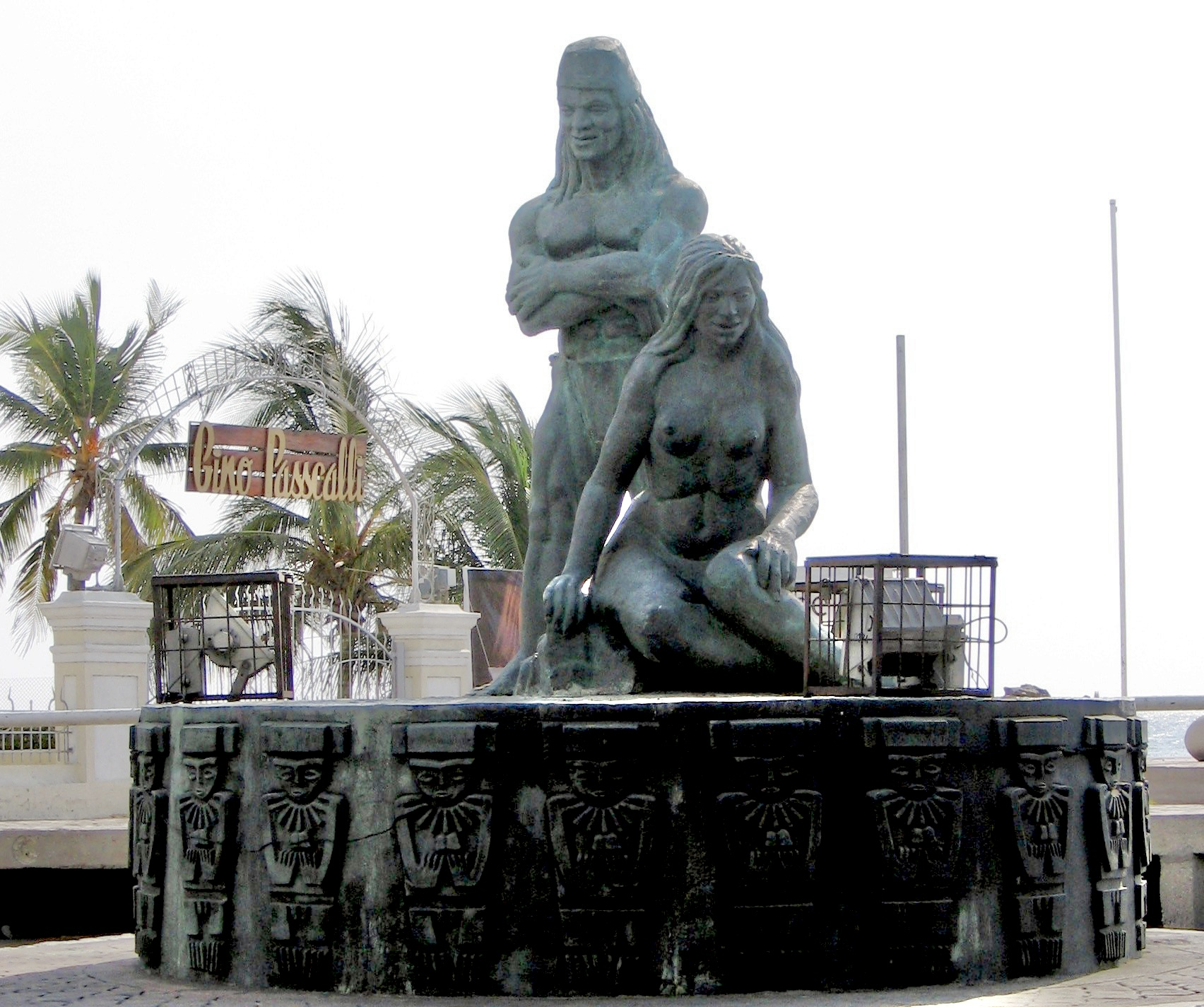
Monument à Santa Marta évoquant les Tayronas.

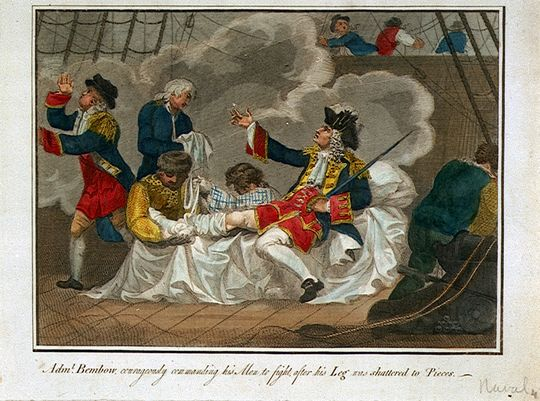
Le vice-amiral anglais John Benbow, blessé, donne ses ordres.

Sur le territoire de l'actuel département de Magdalena, les conquistadors découvrirent les Tayronas qui vivaient dans la région Caraïbe et avaient une organisation sociopolitique complexe. Guerriers, les Tayronas n'acceptèrent pas la domination espagnole et refusèrent d'abandonner leurs coutumes, leur langue et leurs croyances. Ce peuple fut décimé, mais quelques survivants se retirèrent sur les hauteurs de la Sierra Nevada de Santa Marta.
À partir de 1535, année de la création, pendant la domination espagnole, de la province de Santa Marta - entité de la vice-royauté de Nouvelle-Grenade durant les périodes allant de 1717 à 1723, de 1739 à 1810 et de 1816 à 1819 - Santa Marta en fut la capitale jusqu'à ce que la province de Santa Marta soit dissoute, en 1857.

### Batailles et pillages
Gonzalo Jiménez de Quesada, initialement avocat en Espagne, fut nommé responsable de la Justice à Santa Marta lorsqu'il débarqua en 1535. Un an plus tard, à la tête d'une expédition destinée à explorer le territoire au sud, il partit de Santa Marta et, suivant le cours du río Magdalena, il arriva à l'emplacement de la future ville de Tamalameque (fondée en 1544, département de Cesar). Une flotte d'appui partit aussi de Santa Marta avec huit cents hommes. Deux navires seulement parvinrent à Tamalameque et revinrent à Santa Marta avec plus de cinq cents hommes de Gonzalo Jiménez de Quesada. En 1559, Santa Marta est prise par des pirates dirigés par les Français Jean-Martin Cotes et Jean Bontemps.
En juin 1677, le boucanier John Coxon et ses flibustiers pillèrent le port de Santa Marta et firent prisonnier l'évêque pour obtenir une rançon.   
La bataille de Santa Marta est une bataille navale qui eut lieu du 19 au 25 août 1702 entre une escadre anglaise commandée par le vice-amiral John Benbow (1653 - 1702) et une escadre française commandée par l'officier de marine et administrateur colonial français Jean-Baptiste du Casse (1646 ? - 1715) pendant la guerre de Succession d'Espagne. Le 19 août 1702, les deux escadres se rencontrèrent au large de Santa Marta. Un terme fut mis à la bataille au bout de six jours.
Dans les premières décennies de la colonisation espagnole, la ville fut souvent incendiée ou dévalisée par les pirates anglais et français, parfois alliés avec les indiens autochtones Tayronas.
En 1832, la province de Santa Marta fut l'une des seize provinces de la République de Nouvelle-Grenade qui participèrent à la Convention grenadine.

### Indépendance
En 1857, la province de Santa Marta fusionna avec la province de Riohacha pour former l'État fédéral de Magdalena.
C'est à Santa Marta qu'a eu lieu l'une des plus célèbres grèves d'Amérique latine. En 1928, les ouvriers de la United Fruit (devenue Chiquita Brands International) manifestèrent afin d'obtenir de meilleurs logements, l'indemnisation des accidents du travail, mais aussi et avant tout la fin du paiement des salaires en bons échangeables contre des articles de la United Fruit. Le 6 décembre, les ouvriers se réunirent à Ciénaga, à 35 km de Santa Marta, pour entendre l'arbitrage mais se trouvèrent face aux mitrailleuses de l'armée. L'intervention fit des centaines de morts.

## Climat
Santa Marta bénéficie d'une brise constante en provenance de la mer des Caraïbes. La température moyenne est de 28 °C.
| Mois                                | jan. | fév. | mars  | avril | mai   | juin  | jui.  | août  | sep.  | oct.  | nov.  | déc.  | année   |
| ----------------------------------- | ---- | ---- | ----- | ----- | ----- | ----- | ----- | ----- | ----- | ----- | ----- | ----- | ------- |
| Température minimale moyenne (°C)   | 21,7 | 22,6 | 23,7  | 24,7  | 25,1  | 23,6  | 24    | 24    | 23,8  | 23,6  | 23,2  | 26    | 23,6    |
| Température maximale moyenne (°C)   | 33   | 33,5 | 33,7  | 33,4  | 32,6  | 32,7  | 32,7  | 32,4  | 31,9  | 31,5  | 31,7  | 32,3  | 32,62   |
| Record de froid (°C)                | 17,4 | 18,3 | 20    | 20,9  | 18,8  | 21,6  | 20,6  | 20,3  | 19    | 21    | 19    | 18,2  | 17,4    |
| Record de chaleur (°C)              | 37   | 38,2 | 37    | 37,6  | 37,4  | 37,4  | 37,8  | 37,4  | 37,2  | 36    | 38,2  | 36,4  | 38,2    |
| Ensoleillement (h)                  | 281  | 251  | 251,6 | 226,8 | 221,8 | 230,3 | 226,2 | 219,8 | 202,4 | 204,7 | 226,4 | 279,3 | 2 821,3 |
| Précipitations (mm)                 | 6,9  | 2,7  | 1,8   | 9,1   | 58,3  | 58,1  | 63,2  | 57,3  | 81,9  | 108,4 | 45,5  | 11,1  | 499,3   |
| Nombre de jours avec précipitations | 1    | 1    | 1     | 2     | 7     | 8     | 9     | 12    | 13    | 13    | 7     | 2     | 76      |
| Humidité relative (%)               | 73   | 72   | 70    | 72    | 76    | 75    | 75    | 77    | 78    | 79    | 77    | 75    | 74,9    |

| Diagramme climatique                                  |             |             |             |              |              |            |            |              |               |              |            |
| J                                                     | F           | M           | A           | M            | J            | J          | A          | S            | O             | N            | D          |
| 3321,76,9                                             | 33,522,62,7 | 33,723,71,8 | 33,424,79,1 | 32,625,158,3 | 32,723,658,1 | 32,72463,2 | 32,42457,3 | 31,923,881,9 | 31,523,6108,4 | 31,723,245,5 | 32,32611,1 |
| Moyennes : • Temp. maxi et mini °C • Précipitation mm |             |             |             |              |              |            |            |              |               |              |            |

## Infrastructures

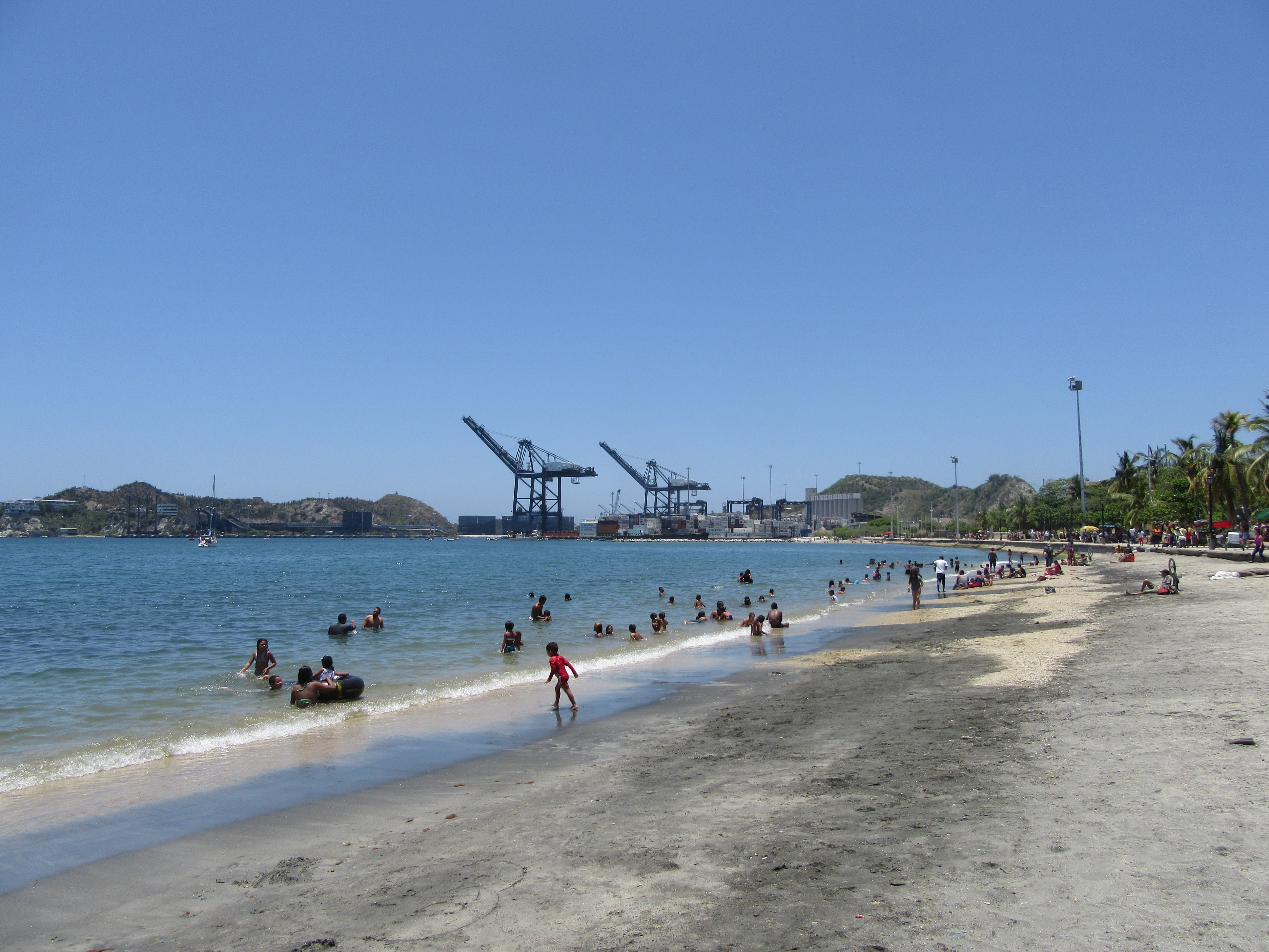
Vue de la plage et du port de Santa Marta

Le port de Santa Marta est l'un des plus grands et des plus importants de Colombie, ainsi que l'un des plus sûrs au monde. C'est également le plus  profond d'Amérique du Sud. Beaucoup de bateaux de marchandises viennent à Santa Marta, contribuant à l'économie de tout le département de Magdalena.
Soixante entreprises sont à l'origine de la Sociedad Portuaria de Santa Marta, société d'économie mixte qui a commencé à fonctionner en 1993. Le port est divisé en trois grands sous-terminaux. L'organisation responsable du port est l'Autorité du Port de Santa Marta.
Depuis 2007, beaucoup de travaux ont été effectués afin de restaurer certains monuments historiques de la ville et plusieurs projets de rénovation sont en cours dans le port afin d'appliquer le Traité de libre-échange Colombie-États-Unis. Ce traité, signé en 2006, a été adopté de façon définitive par le Congrès américain le 12 octobre 2011.

## Transports

### Aéroport

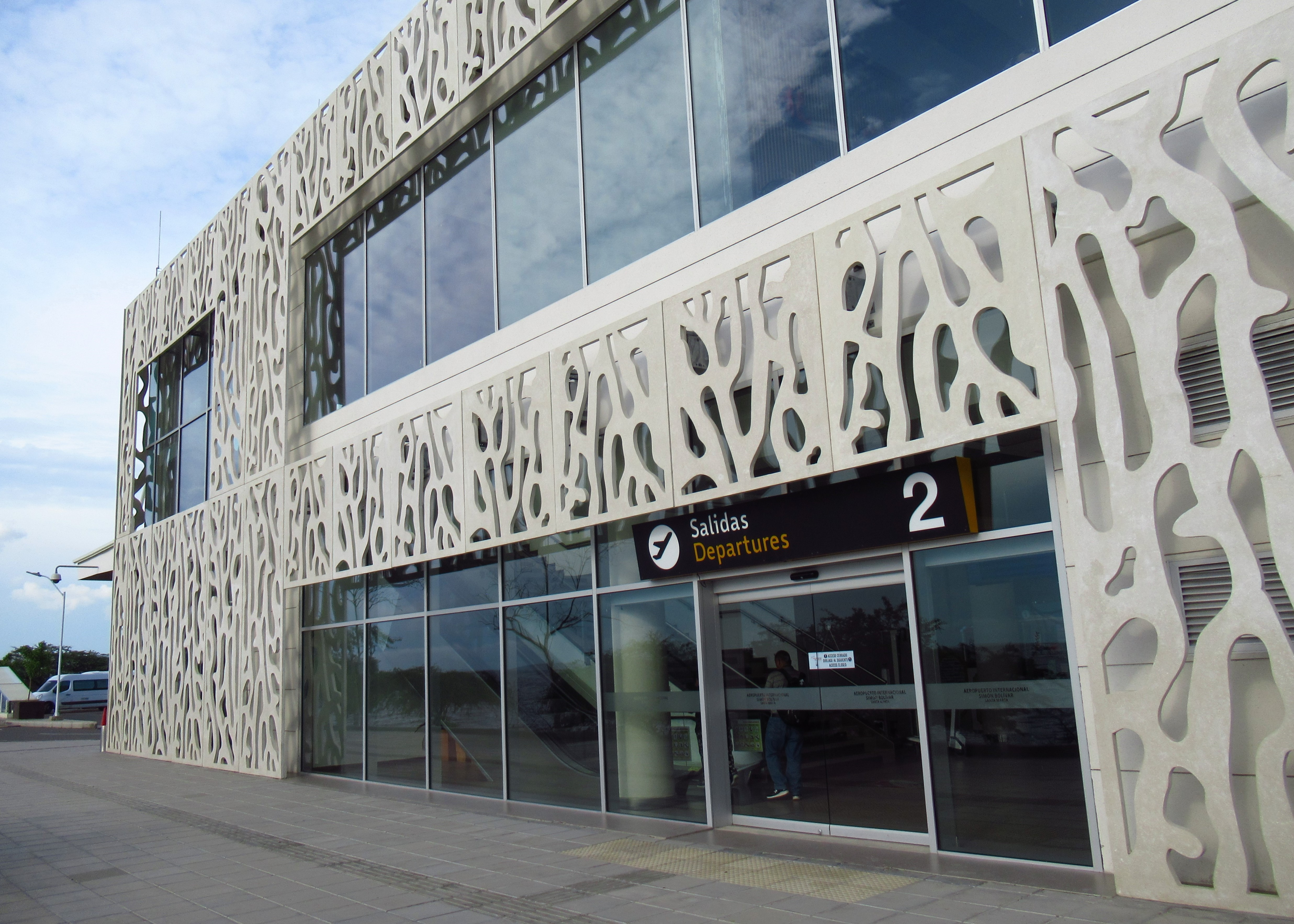
Aéroport international Simón-Bolívar à Santa Marta.

À seize kilomètres du centre-ville, se situe l'aéroport international Simón-Bolívar (déclaré aéroport international depuis décembre 2007), qui reçoit des vols de Bogota, Medellín, Bucaramanga et Cali, assurés par les compagnies  Avianca, Copa Airlines, LAN Colombia, EasyFly et VivaColombia (en). L'aéroport a reçu une concession en 2011 ; il va ainsi investir 26 millions de dollars dans la modernisation et la restauration des bâtiments. La piste d'atterrissage a également été agrandie, passant de 1 700 à 2 200 mètres de longueur.

### Transport ferroviaire
Le transport ferroviaire était important pour les échanges avant le grand développement intensif de la région entre 1892 et 1988.
Le transport par train est le moyen de transport le plus sûr et le plus efficace au nord de la Colombie. Compte tenu de l'importance de la ligne ferroviaire entre la ville de Chiriguaná et le port de Santa Marta pour la compétitivité du pays dans la mondialisation, l'État colombien a décidé d'améliorer cette ligne ferroviaire.

### Transport maritime
Le port santamartien (en espagnol : samario) possède une longue jetée dans la mer, facilitant ainsi le transport maritime dans la baie de Santa Marta. L'activité portuaire y est très intense. C'est l'un des seuls ports colombiens situés sur la côte atlantique où l'on décharge directement les marchandises sur le quai.

## Démographie
| Population de la ville de Santa Marta selon le DANE (recensement de 2005) | Population de la ville de Santa Marta selon le DANE (recensement de 2005) | Population de la ville de Santa Marta selon le DANE (recensement de 2005) | Population de la ville de Santa Marta selon le DANE (recensement de 2005) |
|                                                                           | Chef-lieu                                                                 | Reste                                                                     | Total                                                                     |
| ------------------------------------------------------------------------- | ------------------------------------------------------------------------- | ------------------------------------------------------------------------- | ------------------------------------------------------------------------- |
| Hommes                                                                    | 215 432                                                                   | 11 476                                                                    | 226 908                                                                   |
| Femmes                                                                    | 218 308                                                                   | 9 644                                                                     | 227 952                                                                   |

Le chiffre de la population de Santa Marta est très discuté et varie selon les sources. Celui que l'on rencontre le plus souvent s'élève à 398 368 habitants. Selon le recensement effectué par le DANE en 2005, la population totale de Santa Marta est de 454 860 habitants (voir le tableau). Selon le Plan de Développement samario, environ 23 000 personnes vivaient dans la ville en 2003. Le tourisme induit le développement de nouvelles constructions, l'accroissement de l'immobilier touristique et des équipements hôteliers ainsi qu'une augmentation de la population de la ville.

## Économie
L'économie de Santa Marta est basée sur le tourisme, le commerce, les activités portuaires, la pêche et l'agriculture. Les activités commerciales de Santa Marta sont réunies principalement dans le centre historique, devenu ainsi le quartier le plus populaire de la ville.

## Tourisme

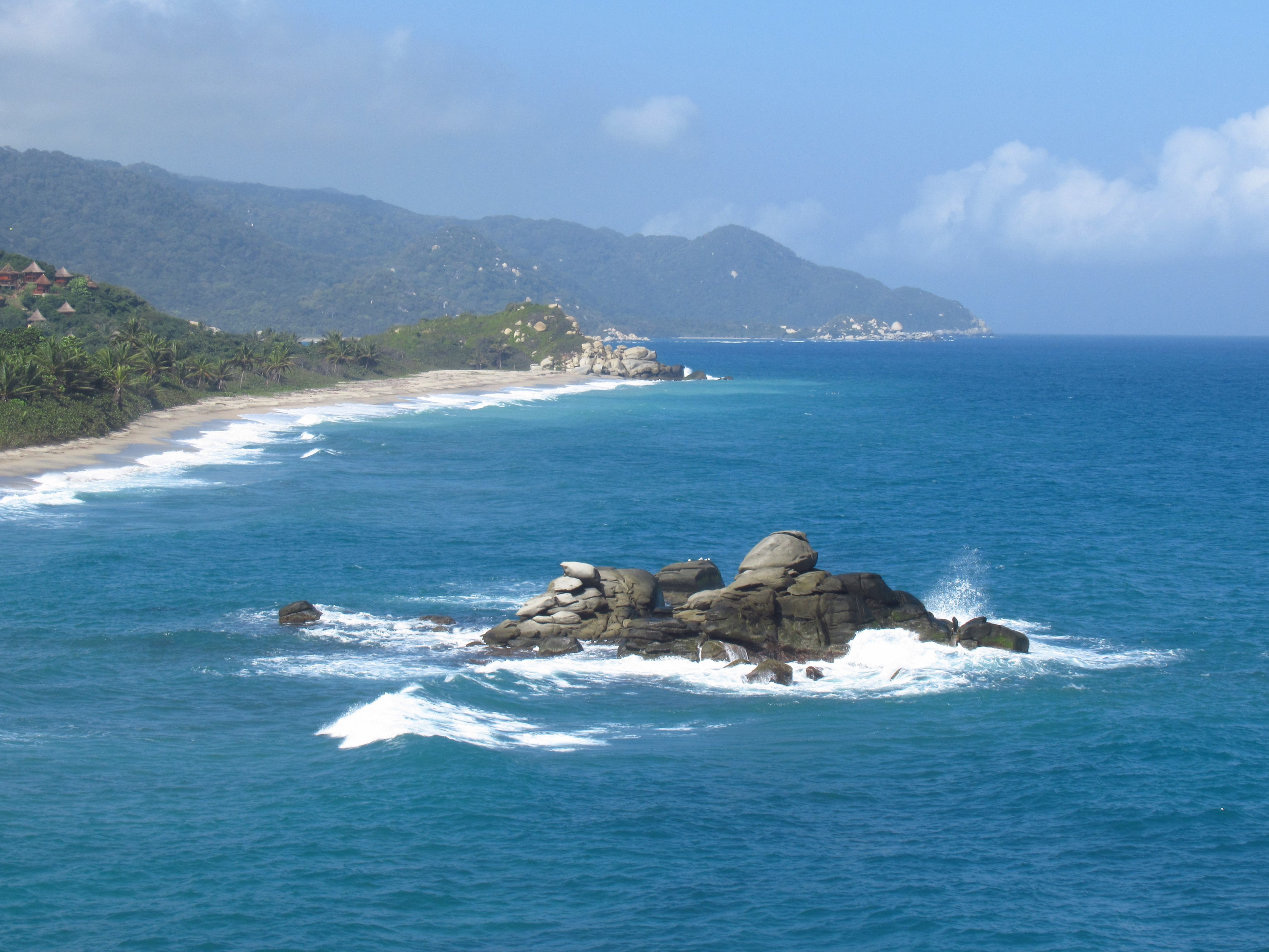
Une des plages du parc national naturel de Tayrona.

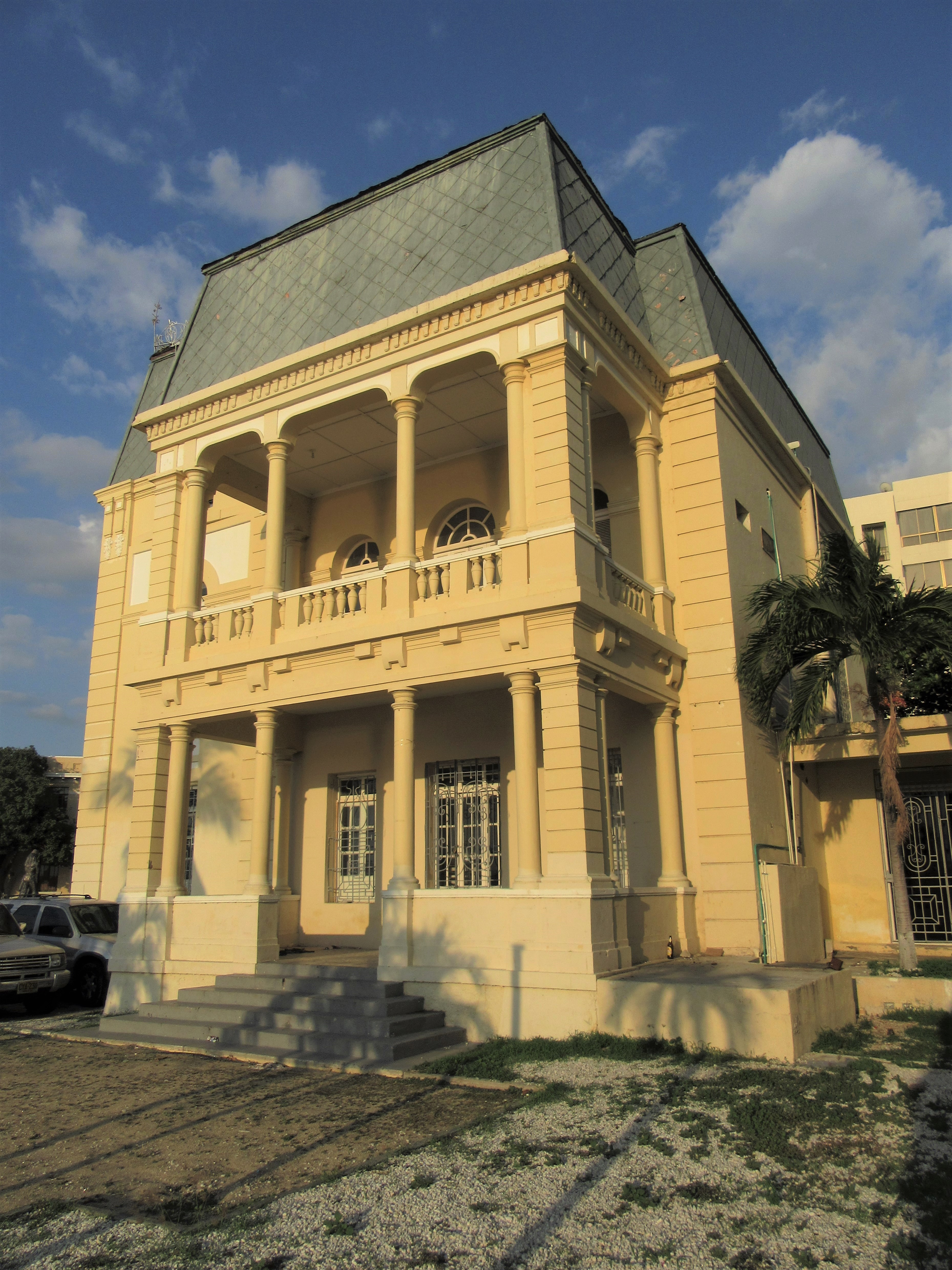
Pavillon près de la plage.

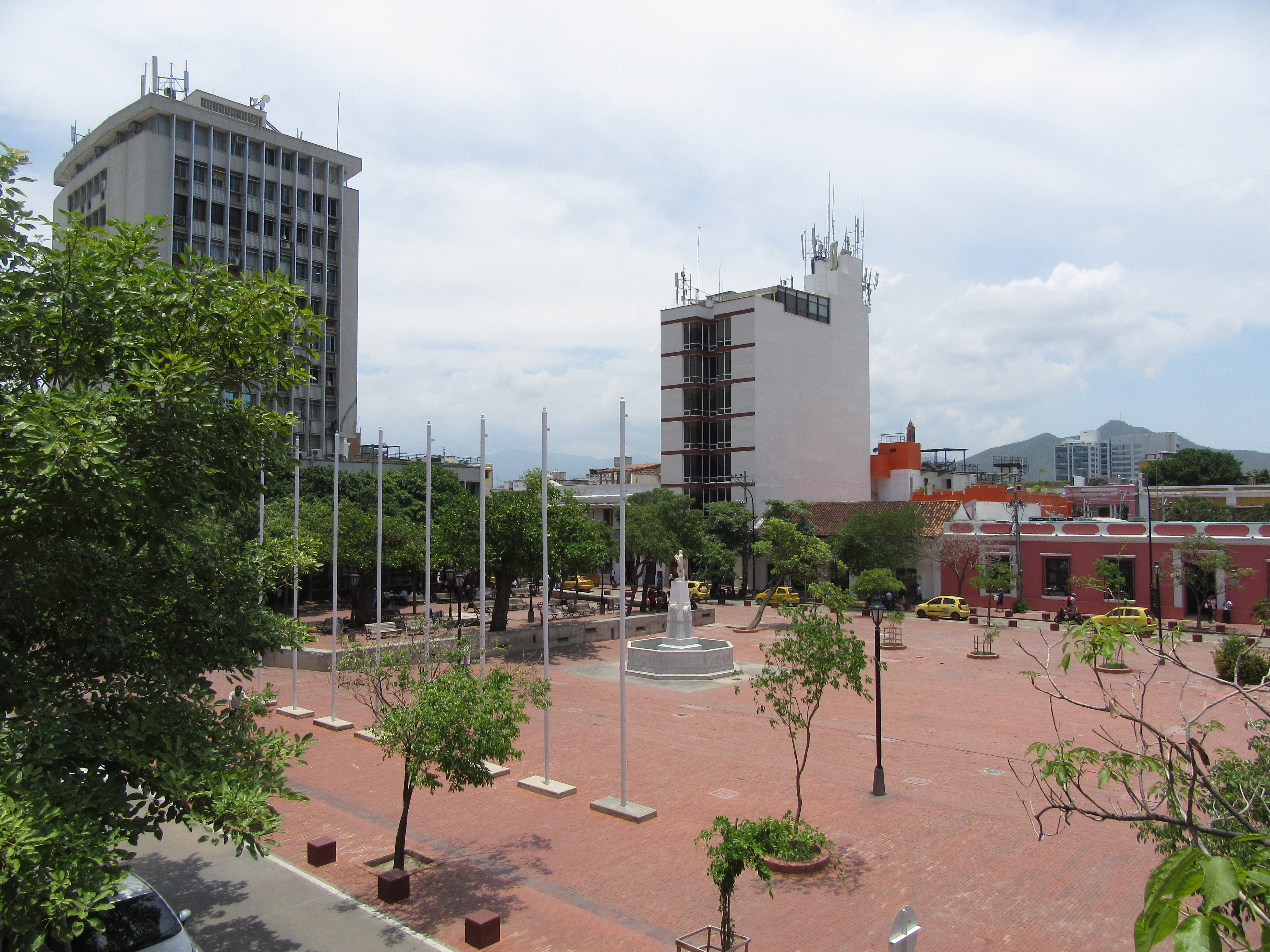
Le parc Simón Bolívar au centre-ville.

Depuis que l'organisation de l'économie de la ville est axée sur le tourisme, plusieurs voyagistes proposent des visites de la ville. Santa Marta est parfois surnommée La Perle de l'Amérique, un nom en hommage à Julián Antonio, l'un des « pères » de la ville au XVIIIe siècle.

### Sites touristiques

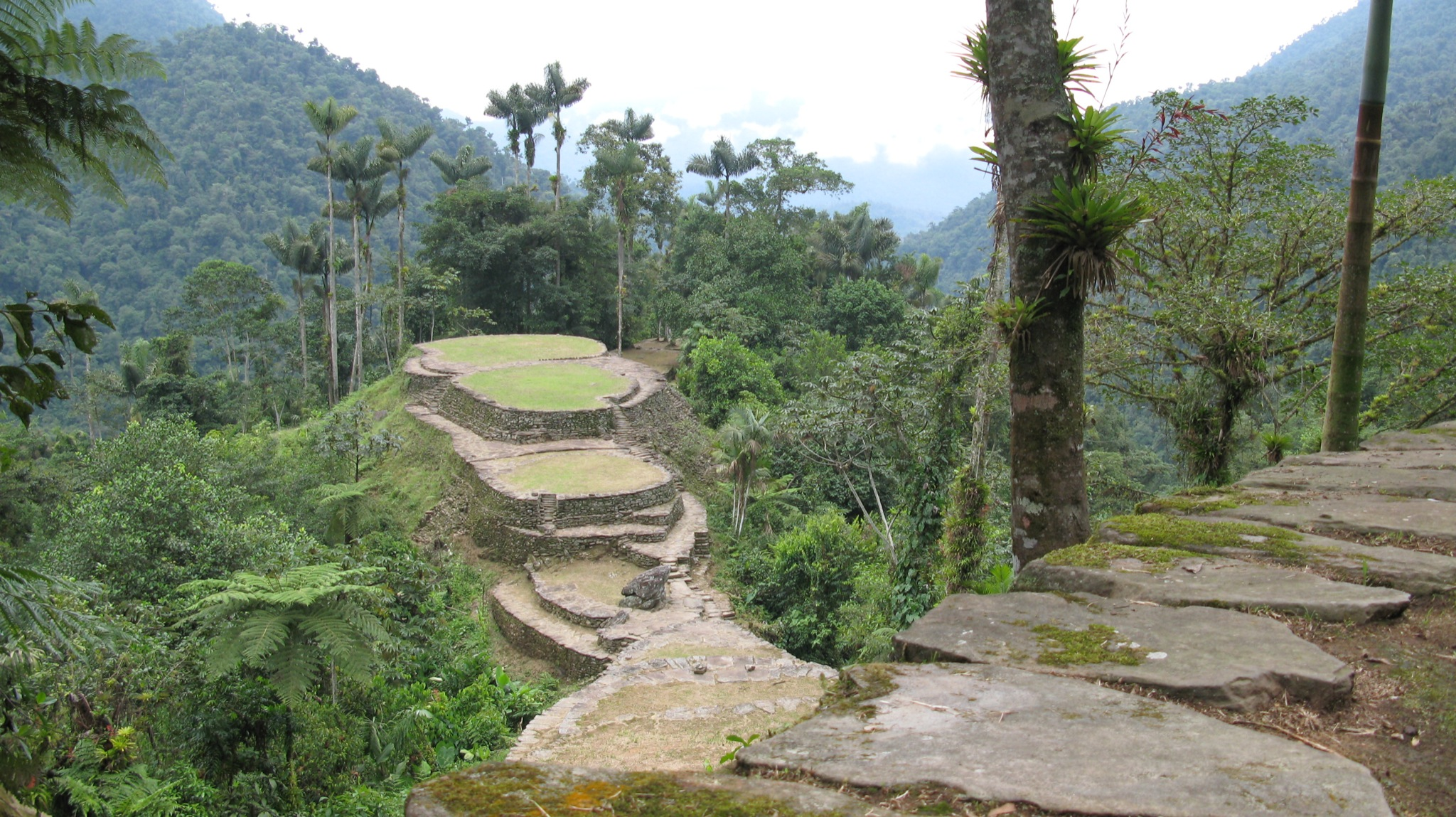
Vue de la Ciudad Perdida.

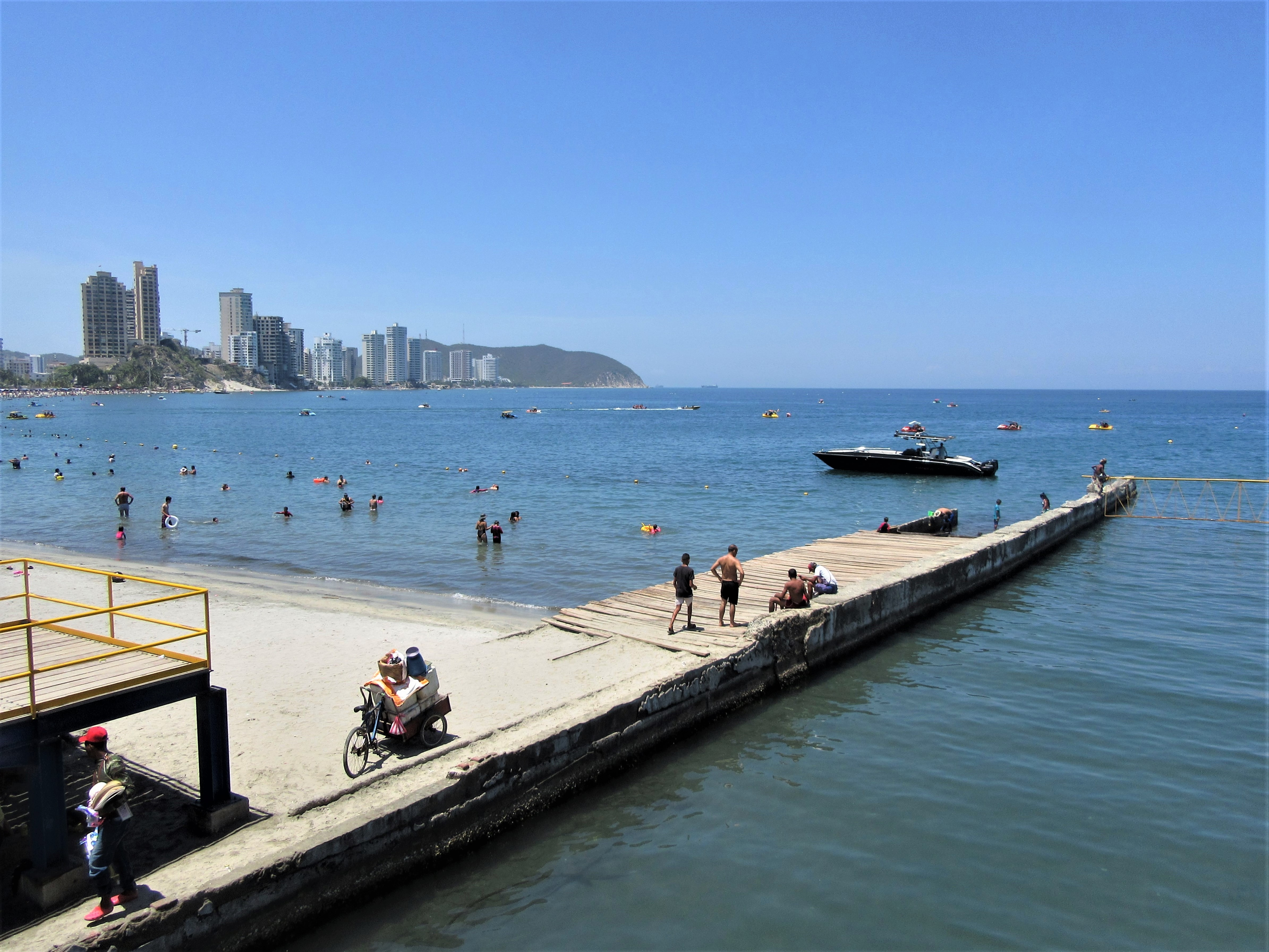
Vue d'El Rodadero.

- La Sierra Nevada de Santa Marta, massif montagneux de la cordillère des Andes, abrite des vestiges archéologiques tels que, sur la face nord, ceux de la civilisation Tayrona, groupe amérindien précolombien ainsi que sur l'emplacement de l'actuel parc national naturel de Tayrona, ou ceux de la Ciudad Perdida, une ancienne cité comportant une série de terrasses et de chemins tracés avant l'arrivée des Espagnols. Des tribus indigènes y vivent encore, comme les Kogis[18].
- Le parc national naturel de Tayrona, à 34 km de Santa Marta, abrite, dans les montagnes de la Sierra Nevada, une flore et une faune d'une grande diversité avec, entre autres, de nombreux singes hurleurs et une infinité d'oiseaux dont des colonies de perroquets. Des torrents descendent de la Sierra Nevada de Santa Marta vers la mer des Caraïbes. Le parc comprend, en outre, une zone maritime et de très belles plages[18].
- Le parc national de la Sierra Nevada de Santa Marta, créé en 1964, couvre une superficie de 383 000 hectares et se trouve à cheval sur trois départements : Magdalena, La Guajira et Cesar[19]. Il offre une grande variété de faune et de flore. Tous les climats y sont présents, des chaleurs tropicales à la froidure des neiges éternelles.
- La plage El Rodadero, station balnéaire abritée par la baie de Gaira, à l'ouest de Santa Marta, attire de nombreux touristes par ses casinos, hôtels, restaurants, centres commerciaux et discothèques situés en bord de mer[20].

### Édifices
- La cathédrale de Santa Marta, construite au XVIIe siècle à l'emplacement de l'ancienne église Santa Ana, a été prévue pour résister aux attaques des pirates[20].
- Le couvent de Santo Domingo abrite un musée anthropologique et ethnologique[20].
- La Maison de la Douane (es) possède une collection de pièces archéologiques de la culture Tayrona[20].
- La Quinta de San Pedro Alejandrino, l'hacienda où mourut Simón Bolívar, abrite le Museo Bolivariano (en français : Musée bolivarien) contenant des objets ayant appartenu au Libertador[18].

## Sports
La ville de Santa Marta possède un club de football : l'Unión Magdalena, parfois surnommée El ciclón bananero (Le cyclone de bananes). Le stade Eduardo-Santos, un stade multifonction, accueille les rencontres à domicile de l'Unión Magdalena ; il est situé dans le quartier Comuna 4 et proche d'une piscine olympique et du stade de baseball Rafael-Hernandez-Pardo. 
Santa Marta est également le lieu de naissance des célèbres footballeurs colombiens Carlos Valderrama et Radamel Falcao, ainsi que de l'international helvético-colombien Johan Vonlanthen.

## Relations internationales

### Jumelages
La ville de Santa Marta est jumelée avec les villes suivantes :
- Miami Beach, États-Unis[21] ;
- Bucaramanga, Colombie ;
- Riohacha, Colombie.

## Personnalités liées à la commune
- Simón Bolívar (1783 - 1830), général et homme politique, surnommé le Libertador, né à Caracas au Venezuela et mort à Santa Marta après une longue lutte contre la tuberculose.
- Carlos Vives (1961 - ), chanteur et compositeur colombien, natif de Santa Marta.
- Carlos Valderrama (1961 - ), footballeur colombien, natif de Santa Marta.
- Johan Vonlanthen (1986 - ), footballeur helvético-colombien, natif de Santa Marta.
- Radamel Falcao (1986 - ), footballeur colombien, surnommé El Tigre, natif de Santa Marta.
- Lalo Ebratt (1993 - ), chanteur et compositeur colombien de reggaeton [22]